# Julien Bertheau
Pour les articles homonymes, voir Bertheau.
Julien Bertheau est un acteur, metteur en scène et professeur d'art dramatique français, né le 19 juin 1910 à Alger et mort le 27 octobre 1995 à Nice.

## Biographie
Après un premier accessit de comédie au Conservatoire national d’art dramatique (classe de Jules-Louis-Auguste Leitner), il débute comme régisseur du théâtre de la Porte-Saint-Martin, puis il étudie avec Charles Dullin au théâtre de l’Atelier, joue à la comédie des Champs-Élysées et enfin chez Louis Jouvet (Horace dans L'École des femmes). En mai 1935, il joue dans Les Cenci d'Antonin Artaud.
Il entre à la Comédie-Française en 1936 comme pensionnaire puis est nommé sociétaire en 1942. Il y joue les jeunes premiers de Musset, Marivaux et Labiche et participe aux créations les plus importantes de la guerre : Le Soulier de satin, La Reine morte, Les Fiancés du Havre, Les Mal-aimés…
Pierre-Aimé Touchard lui confie de nombreuses mises en scène tant dans le répertoire classique (Le Cid, Iphigénie de Racine, Roméo et Juliette, Un Conte d’hiver…) que moderne (La Peine capitale, Six personnages en quête d'auteur…). Il quitte la Comédie-Française en 1958 après vingt-deux ans de présence.
Au cinéma, il est un des acteurs préférés de Luis Buñuel avec lequel il tourne Cela s'appelle l'aurore (1955), La Voie lactée (1969), Le Charme discret de la bourgeoisie (1972) Le Fantôme de la liberté (1974).
Un autre rôle marquant est celui de M. Lucien, l'ex-amant de la mère d'Antoine Doinel dans L'Amour en fuite (1978).
Il a été professeur à École nationale supérieure des arts et techniques du théâtre (rue Blanche) ainsi qu'au Conservatoire national supérieur d'art dramatique.

### Vie privée
Il épouse deux actrices :
- Denise Clair en 1940 (divorce en 1946) ;
- Micheline Boudet en 1951 - leur fils Alain Bertheau (1951-2018) est acteur et metteur en scène des pièces Heureux comme un pape, Un été de carton et Héros solitaire, écrites par Didier « Doc » Pilot.

## Théâtre

### Comédie-Française
- Entrée à la Comédie-Française le 16 novembre 1936.
- Nommé 403e Sociétaire le 1er janvier 1942
- Départ le 31 décembre 1958

#### Comédien
- Fortunio dans Le Chandelier d'Alfred de Musset, mise en scène Gaston Baty, 18 décembre 1936
- Clitandre dans Le Misanthrope de Molière, 1er janvier 1937
- Lord Kingston dans Chatterton d'Alfred de Vigny, 7 et 14 janvier 1937
- Éraste dans Le Dépit amoureux de Molière, 15 janvier 1937
- Cléante dans Le Malade imaginaire de Molière, 15 janvier 1937
- le Jeune Malade dans Le Jeune Malade d'André Chénier, 23 janvier 1937, matinée poétique
- Damis dans Tartuffe de Molière, 1er mars 1937
- Mario dans Le Jeu de l'amour et du hasard de Marivaux, 2 mars 1937
- Henri dans Le Peintre exigeant de Tristan Bernard, 15 mars 1937
- Vinaigre dans Madame Sans Gêne de Victorien Sardou et Émile Moreau, 1er avril 1937
- Silvio dans À quoi rêvent les jeunes filles ? d'Alfred de Musset, 5 avril 1937
- Gaston dans Les Corbeaux de Henry Becque, 21 avril 1937
- un nécessaire dans L’Impromptu de Versailles de Molière, 24 mai 1937
- le Receveur dans Le Simoun de Henri-René Lenormand, mise en scène Gaston Baty, 22 juin 1937, première
- Augustin Fontanet dans Le Vieil Homme de Georges de Porto-Riche, 1er septembre 1937
- Léandre dans Les Fourberies de Scapin de Molière, 9 septembre 1937
- Britannicus dans Britannicus de Racine, 23 septembre 1937-1942
- un maître de danse dans Il ne faut jurer de rien d'Alfred de Musset, nouvelle présentation, 5 octobre 1937
- Filinte dans Les Fâcheux de Molière, 4 novembre 1937
- Lucidor dans L'Épreuve de Marivaux, 19 novembre 1937 ; reprise 8 avril 1948
- Cléante dans L’Avare de Molière, 29 novembre 1937 - 27 septembre 1945
- le vicomte de Saussy dans La Marche nuptiale de Henry Bataille, 6 décembre 1937
- Arlequin dans Arlequin poli par l'amour de Marivaux, 16 décembre 1937
- Pierrot II dans Les Deux Pierrot d'Edmond Rostand, 18 décembre 1937
- Horace dans L’École des femmes de Molière, 30 décembre 1937
- André Pain dans La Brouille de Charles Vildrac, 18 janvier 1938
- Julien Cicandel dans L'Anglais tel qu'on le parle de Tristan Bernard, 27 janvier 1938
- le Lieutenant de gendarmerie dans La Robe rouge d'Eugène Brieux, 1er février 1938
- Saint-Marsan dans Madame Sans Gêne de Victorien Sardou et Émile Moreau, 4 février 1938
- Don Mathias dans Hernani de Victor Hugo, 10 février 1938
- Lubin dans Les Fausses Confidences de Marivaux, mise en scène Pierre Dux, 20 février 1938
- d’Orbel dans Le Veuf de Carmontelle, 24 février 1938-1956
- Dautier dans Un ami de jeunesse d'Edmond Sée, 24 mars 1938
- Armand dans La Navette de Henry Becque, 29 mars 1938
- Azor dans La Dispute de Marivaux, mise en scène Jean Martinelli, 25 avril 1938
- le Fils dans L'Âge ingrat de Jean Desbordes, mise en scène Julien Bertheau, 25 avril 1938
- le comte d’Albe dans Ruy Blas de Victor Hugo, mise en scène Pierre Dux, 23 mai 1938
- Leroy dans Madame Sans-Gêne de Victorien Sardou et Émile Moreau, 30 juillet 1938
- Montazgo dans Ruy Blas de Victor Hugo, mise en scène Pierre Dux, 1938 ; reprise 7 décembre 1944
- Thomas Diafoirus dans Le Malade imaginaire de Molière, 19 septembre 1938
- le Ramoneur dans Tricolore de Pierre Lestringuez, mise en scène Louis Jouvet, 13 octobre 1938
- Arlequin dans La Surprise de l'amour de Marivaux, 21 novembre 1938
- de Valvert dans Cyrano de Bergerac d'Edmond Rostand, mise en scène Pierre Dux, 19 décembre 1938
- d'Arques dans Les Trois Henry d'André Lang, 21 mars 1939
- Farizet dans L'Indiscret d'Edmond Sée, 17 avril 1939
- Judas dans A souffert sous Ponce-Pilate de Paul Raynal, mise en scène René Alexandre, 26 avril 1939 ; reprise 9 mars 1947
- l'appelé des jeunes classes dans L'Offrande de Gaston Sorbets, 3 juin 1939
- le Poète dans La Nuit d'Octobre d'Alfred de Musset, 7 novembre 1940
- Valentin dans La Nuit des Rois ou ce que vous voudrez de William Shakespeare, mise en scène Jacques Copeau, 23 décembre 1940
- Léandre dans Le Médecin malgré lui de Molière, 23 janvier 1941
- Jeppo Liveretto dans Lucrèce Borgia de Victor Hugo, 1er mars 1941
- le Poète dans La Nuit de mai d'Alfred de Musset, 17 mars 1941
- Sem dans Noé d'André Obey, 31 mars 1941
- Damien dans André del Sarto d'Alfred de Musset, mise en scène Jean Debucourt, 19 mai 1941
- La Grange dans Les Précieuses ridicules de Molière, 23 mai 1941
- Antonio dans Le Chant du berceau de María Martínez Sierra, 25 mai 1941
- Fantasio dans Fantasio d'Alfred de Musset, mise en scène Pierre Bertin, puis mise en scène Julien Bertheau 11 juillet 1941
- un jeune homme dans Madame Quinze de Jean Sarment, 17 juillet 1941
- Valère dans Le Médecin volant de Molière, mise en scène Fernand Ledoux, 29 octobre 1941
- Horatio dans Hamlet de William Shakespeare/Guy de Pourtalès, mise en scène Charles Granval, 16 mars 1942
- Annibal Desiderio dans Les Marrons du feu d'Alfred de Musset, mise en scène Jean Martinelli dans 27 avril 1942
- Montmeyran dans Le Gendre de monsieur Poirier d'Émile Augier et Jules Sandeau, 4 juillet 1942
- Don Pedro dans La Reine morte de Henry de Montherlant, mise en scène Pierre Dux, 8 décembre 1942
- André dans Boubouroche de Georges Courteline, 19 mai 1943
- Gringoire dans Gringoire de Théodore de Banville, 12 septembre 1943
- le chinois dans Le Soulier de satin de Paul Claudel, mise en scène Jean-Louis Barrault, 27 novembre 1943
- Monsieur Robert dans La Poudre aux yeux d'Eugène Labiche, mise en scène Jean Meyer, 24 février 1944
- Tertius Doctor dans Le Malade imaginaire de Molière, mise en scène Jean Meyer, 28 octobre 1944
- Molière dans L’Impromptu de Versailles de Molière, mise en scène Pierre Dux, 28 octobre 1944
- Ulric dans Barberine d'Alfred de Musset, mise en scène Jean Meyer, 10 décembre 1944
- Guy Duval-Lavallée dans Les Fiancés du Havre d'Armand Salacrou, mise en scène Pierre Dux, 16 décembre 1944 ; reprise salle Luxembourg, 21 novembre 1946
- Dorante dans Le Légataire universel de Régnard, mise en scène Pierre Dux, 24 février 1945
- Alain dans Les Mal-aimés de François Mauriac, mise en scène Jean-Louis Barrault, 1er mars 1945
- Philon dans Antoine et Cléopâtre de William Shakespeare/André Gide, mise en scène Jean-Louis Barrault, 30 avril 1945
- Ventidius dans Antoine et Cléopâtre de William Shakespeare/André Gide, mise en scène Jean-Louis Barrault, 30 avril 1945
- Scarus dans Antoine et Cléopâtre de William Shakespeare/André Gide, mise en scène Jean-Louis Barrault, 30 avril 1945
- Daniel Savary dans Le Voyage de monsieur Perrichon d'Eugène Labiche et Édouard Martin, mise en scène Jean Meyer, 31 janvier 1946
- Joseph dans Feu la mère de madame de Georges Feydeau, 16 février 1946
- Narcisse dans Britannicus de Racine, mise en scène Julien Bertheau, reprise mise en scène Jean Marais, 4 mars 1946 - 19 septembre 1954
- Dorante dans Le Jeu de l'amour et du hasard de Marivaux, 17 octobre 1946
- Sanine dans Le Tourbillon de Bernard Zimmer, mise en scène Jean Meyer, salle Luxembourg, 11 décembre 1946
- Perdican dans On ne badine pas avec l'amour d'Alfred de Musset, 11 janvier 1947
- Néron dans Britannicus de Racine, mise en scène Julien Bertheau, 29 janvier au 9 décembre 1947 5 fois
- le Chevalier dans Les Sourires inutiles de Marcel Achard 4 février 1947
- Georges dans La Brebis d'Edmond Sée, 2 juillet 1947
- Chatterton dans Chatterton d'Alfred de Vigny, 30 octobre 1947-25 janvier 1948
- Lorenzo dans La Peine capitale de Claude-André Puget, salle Luxembourg, 3 mars 1948
- Tulle dans Horace de Pierre Corneille, mise en scène Jean Debucourt, 8 avril 1948
- le cardeur de laine dans La Peine capitale de Claude-André Puget, salle Luxembourg, mise en scène Julien Bertheau, 3 octobre 1948
- Bob Laroche dans Les Temps difficiles d'Édouard Bourdet, mise en scène Pierre Dux, 22 décembre 1948
- Maurice dans Le Plaisir de rompre de Jules Renard, 25 juin 1949
- Alvar Gonçalvès dans La Reine morte de Henry de Montherlant, mise en scène Pierre Dux, 15 novembre 1949
- Don Juan dans L'Homme de cendres d'André Obey, mise en scène Pierre Dux, 22 décembre 1949, au théâtre de l'Odéon
- Valère dans Le Médecin malgré lui de Molière, Le Caire, 18 mars 1950
- le Prince dans La Double Inconstance de Marivaux, mise en scène Jacques Charon, 19 septembre 1950
- Frédéri dans L’Arlésienne d'Alphonse Daudet, mise en scène Julien Bertheau, 23 décembre 1950
- le Visiteur dans Un voisin sait tout de Gérard Bauer, 11 mars 1951
- Lambert Laudisi dans Chacun sa vérité de Luigi Pirandello, mise en scène Julien Bertheau d'après Charles Dullin, 14 mars 1951
- le Temps dans Le Conte d'hiver de William Shakespeare/Claude-André Puget, mise en scène Julien Bertheau, 18 mars 1951
- Lui dans L'Homme que j'ai tué de Maurice Rostand, mise en scène Julien Bertheau, 30 mai 1951
- le Chœur dans Antigone de Sophocle/André Bonnard, 19 juin 1951
- le petit brun dans Donogoo de Jules Romains, mise en scène Jean Meyer, 9 novembre 1951
- Grussgott dans Le Veau gras de Bernard Zimmer, mise en scène Julien Bertheau, 16 novembre 1951
- un officier du palais dans Œdipe roi de Sophocle/Thierry Maulnier, mise en scène Julien Bertheau, 14 mai 1952
- le cardinal dans La Peine capitale de Claude-André Puget, mise en scène Julien Bertheau, 12 juin 1952
- Mercutio dans Roméo et Juliette de William Shakespeare/Jean Sarment, mise en scène Julien Bertheau, 22 octobre 1952
- Jacques dans Comme il vous plaira de William Shakespeare/Jules Supervielle, mise en scène Jacques Charon, 1951-52
- le poète dans La Nuit d’octobre, d'Alfred de Musset, 1951-52
- le Chœur dans Pasiphaé de Henry de Montherlant, mise en scène Julien Bertheau, 25 février 1953
- Ulysse dans Une fille pour du vent d'André Obey, mise en scène Julien Bertheau, 15 avril 1953
- Ulric dans Les Noces de deuil de Philippe Hériat, mise en scène Julien Bertheau, 15 octobre 1953
- Octave dans Les Caprices de Marianne d'Alfred de Musset, mise en scène Julien Bertheau, 9 décembre 1953
- le prologue dans Prométhée enchaîné d'Eschyle/Jean de Beer, mise en scène Julien Bertheau, Festival de Lyon Charbonnières, 18 au 21 juin 1954
- Trielle dans La Paix chez soi de Georges Courteline, 18 septembre 1954
- Charles dans Le Pavillon des enfants de Jean Sarment, mise en scène Julien Bertheau, 24 mai 1955
- le comte Almaviva dans Le Mariage de Figaro de Beaumarchais, mise en scène Jean Meyer, 14 février 1957
- Acaste dans Polydora d'André Gillois, 7 mars 1957

#### Metteur en scène
- 1943 (29 septembre) : La Légende du chevalier d'André de Peretti, Comédie-Française
- 1945 : Le Pèlerin de Charles Vildrac
- 1946 : Britannicus de Racine
- 1946 (juillet) : Horace de Pierre Corneille, théâtre antique de Fourvière, troupe de la Comédie-Française
- 1947 : On ne badine pas avec l'amour d'Alfred de Musset
- 1947 (juillet) : Andromaque de Racine, théâtre antique de Vienne
- 1948 : La Peine capitale de Claude-André Puget
- 1950 : Le Conte d'hiver de William Shakespeare
- 1950 : L'Arlésienne d'Alphonse Daudet
- 1951 : Chacun sa vérité de Luigi Pirandello, mise en scène d'après Charles Dullin
- 1951 : L'Homme que j'ai tué de Maurice Rostand
- 1951 : Le Veau gras de Bernard Zimmer
- 1952 : Six personnages en quête d'auteur de Luigi Pirandello
- 1952 : Roméo et Juliette de William Shakespeare
- 1952 : Œdipe roi de Sophocle
- 1952 : Le Cid de Pierre Corneille
- 1953 : Bérénice de Racine, théâtre des Célestins
- 1953 : Pasiphaé d'Henry de Montherlant
- 1953 : Une fille pour du vent d'André Obey
- 1953 : Les Noces de deuil de Philippe Hériat
- 1954 : En attendant l'aurore de Madame Simone
- 1954 : Fantasio d'Alfred de Musset
- 1955 : Le Pavillon des enfants de Jean Sarment
- 1955 : L’Annonce faite à Marie de Paul Claudel
- 1957 : Le Cœur volant de Claude-André Puget, théâtre Antoine

### Hors Comédie-Française

#### Comédien
- 1928 : Le Carnaval de l'amour de Charles Méré, mise en scène Émile Couvelaine, théâtre de la Porte-Saint-Martin
- 1930 : Patchouli d'Armand Salacrou, mise en scène Charles Dullin, théâtre de l'Atelier
- 1931 : Atlas-Hôtel d'Armand Salacrou, mise en scène Charles Dullin, théâtre de l'Atelier
- 1931 : La prochaine ? d'André-Paul Antoine, théâtre Antoine
- 1934 : Les Races de Ferdinand Bruckner, mise en scène Raymond Rouleau, théâtre de l'Œuvre
- 1934 : Un roi, deux dames et un valet de François Porché, Comédie des Champs-Élysées
- 1935 : Noix de coco de Marcel Achard, mise en scène Raimu, théâtre de Paris
- 1935 : Les Retours imprévus d'Edmond Sée
- 1936 : L'École des femmes de Molière, mise en scène Louis Jouvet, théâtre de l'Athénée
- 1948 : Jardin français dialogues d'Albert Husson, mise en scène Julien Bertheau, théâtre des Célestins
- 1959 : Tête d'or de Paul Claudel, mise en scène Jean-Louis Barrault, Odéon-Théâtre de France
- 1961 : Antigone de Jean Anouilh, mise en scène André Barsacq, Vienne
- 1961 : L'Impromptu des collines d'Albert Husson, mise en scène Julien Bertheau, théâtre du Tertre puis théâtre des Célestins
- 1961 : Claude de Lyon d'Albert Husson, mise en scène Julien Bertheau, théâtre du Tertre puis théâtre des Célestins
- 1963 : Le Neveu de Rameau de Denis Diderot, mise en scène Jacques-Henri Duval, théâtre de l'Œuvre puis théâtre de la Michodière
- 1966 : L'Idée fixe de Paul Valéry, mise en scène Pierre Franck, théâtre de la Michodière
- 1969 : La Tour d'Einstein de Christian Liger, mise en scène avec Pierre Fresnay, Théâtre royal du Parc puis théâtre de la Michodière
- 1970 : L'Idée fixe de Paul Valéry, mise en scène Pierre Franck, théâtre de la Michodière
- 1971 : Mon Faust de Paul Valéry, mise en scène Pierre Franck, théâtre de la Michodière
- 1975 : Othon de Corneille, mise en scène Jean-Pierre Miquel, Théâtre national de l'Odéon
- 1975 : Les Secrets de la Comédie humaine de Félicien Marceau, mise en scène Paul-Émile Deiber, théâtre du Palais-Royal
- 1981 : Le Neveu de Rameau de Denis Diderot, mise en scène Jacques-Henri Duval, Petit-Odéon

#### Metteur en scène
- 1943 (29 septembre) : La Légende du chevalier d'André de Peretti, Comédie-Française
- 1945 : Rouge et or de Charles de Peyret-Chappuis, théâtre La Bruyère
- 1945 : Judith de Charles de Peyret-Chappuis, théâtre Hébertot
- 1946 : La Putain respectueuse de Jean-Paul Sartre, théâtre Antoine
- 1947 : La Parisienne d'Henry Becque, théâtre des Mathurins
- 1948 : Jardin français dialogues d'Albert Husson, théâtre des Célestins
- 1957 : Le Cœur volant de Claude-André Puget, théâtre Antoine
- 1961 : Claude de Lyon d'Albert Husson, théâtre du Tertre
- 1961 : L'Impromptu des collines d'Albert Husson, théâtre du Tertre
- 1963 : Cinna de Pierre Corneille, théâtre de l'Ambigu
- 1964 : Antoine et Cléopâtre de Shakespeare, Festival international de Carthage en Tunisie avec la Comédie-Française
- 1968 : Les Mal-aimés de François Mauriac, mise en scène Julien Bertheau, théâtre de Lille
- 1971 : Dumas le magnifique d'Alain Decaux, théâtre du Palais-Royal
- 1971 : Je t'aime de Sacha Guitry, théâtre du Palais-Royal
- 1977 : Hamlet de William Shakespeare, théâtre des Célestins

## Filmographie

### Cinéma
- 1929 : Le Crime de Sylvestre Bonnard d'André Berthomieu
- 1930 : La Petite Lise de Jean Grémillon
- 1932 : Barranco, Ltd d'André Berthomieu
- 1935 : Pasteur de Sacha Guitry
- 1936 : La vie est à nous de Jean Renoir, Jacques Becker, Jean-Paul Le Chanois et André Zwobada
- 1941 : Sur les chemins de Lamartine de Jean Tedesco : narrateur
- 1942 : La Symphonie fantastique de Christian-Jaque
- 1942 : Étoiles de demain, court métrage de René Guy-Grand
- 1942 : Hommage à Georges Bizet, court métrage de Louis Cuny
- 1942 : Carmen de Christian-Jaque
- 1943 : La Cavalcade des heures d'Yvan Noé : narrateur
- 1943 : Un seul amour de Pierre Blanchar
- 1943 : La Valse blanche de Jean Stelli
- 1945 : Patrie de Louis Daquin
- 1945 : Raboliot de Jacques Daroy
- 1946 : Comédie avant Molière, court métrage de Jean Tedesco
- 1947 : La Télévision, œil de demain de J.K Raymond-Millet - le narrateur
- 1950 : La montagne est verte de Jean Lehérissey : narrateur
- 1950 : Sérénade au bourreau de Jean Stelli
- 1953 : Bernard de Clairvaux (documentaire) de Pierre Zimmer : narration
- 1953 : Commune de Paris (documentaire) de Robert Ménégoz : narration
- 1954 : Le Comte de Monte-Cristo de Robert Vernay
- 1954 : Émile Zola de Jean Vidal : narrateur
- 1955 : Milord l'Arsouille d'André Haguet
- 1956 : Cela s'appelle l'aurore de Luis Buñuel
- 1957 : L'Homme à l'imperméable de Julien Duvivier
- 1957 : La Roue d'André Haguet et Maurice Delbez
- 1958 : En cas de malheur de Claude Autant-Lara
- 1958 : Les Copains du dimanche d'Henri Aisner
- 1958 : Les Grandes Familles de Denys de La Patellière
- 1958 : Vertiges, court métrage de Monique et J.K Raymond-Millet
- 1960 : Le Gigolo de Jacques Deray
- 1961 : Vu du ciel, moyen métrage de Jacques Letellier : narration
- 1961 : Madame Sans-Gêne de Christian-Jaque
- 1962 : Un chien dans un jeu de quilles de Fabien Collin
- 1963 : Fernand Léger, court métrage de Tony Saytor et José Cordero : narration
- 1963 : Douce amère, court métrage d'Alain Jacquier : narration
- 1963 : Le Chevalier de Maison-Rouge de Claude Barma - Version courte du feuilleton télévisé
- 1965 : Le Vrai Mystère de la passion, moyen métrage de Louis Dalmas
- 1969 : La Voie lactée de Luis Buñuel
- 1969 : Dieu a choisi Paris, documentaire de Gilbert Prouteau et Philippe Arthuys
- 1972 : Le Charme discret de la bourgeoisie de Luis Buñuel
- 1974 : L'Horloger de Saint-Paul de Bertrand Tavernier
- 1974 : Verdict d'André Cayatte
- 1974 : Le Fantôme de la liberté de Luis Buñuel
- 1974 : Section spéciale de Costa-Gavras
- 1975 : Julie était belle ou Un été pas comme les autres de Jacques-René Saurel
- 1975 : Black Out de Philippe Mordacq - inédit
- 1977 : Cet obscur objet du désir de Luis Buñuel
- 1979 : L'Amour en fuite de François Truffaut
- 1986 : Conseil de famille de Costa-Gavras

### Télévision
- 1960 : La caméra explore le temps, épisode Le Drame des poisons de Stellio Lorenzi
- 1961 : Les Parents terribles de Jean Cocteau, réalisation Jean-Paul Carrère
- 1963 : Le Chevalier de Maison-Rouge de Claude Barma
- 1964 : Le Miroir à trois faces : Werther d'après Goethe, émission télévisée d'Aimée Mortimer : Albin Kespner
- 1966 : En votre âme et conscience, épisode : Le Secret de la mort de monsieur Rémy de Jean Bertho
- 1967 : En votre âme et conscience, épisode : Entre deux heures du matin et neuf heures et demi le soir de Jean Bertho
- 1972 : Monsieur Octave de René Lucot
- 1974 : Un curé de choc (26 épisodes de 13 minutes) de Philippe Arnal
- 1975 : Au théâtre ce soir : La Facture de Françoise Dorin, mise en scène Jacques Charon, réalisation Pierre Sabbagh, théâtre Édouard VII